# Außerordentlicher FDP-Bundesparteitag 2011
Koordinaten: 50° 6′ 41″ N, 8° 38′ 54″ O

Messegelände Frankfurt

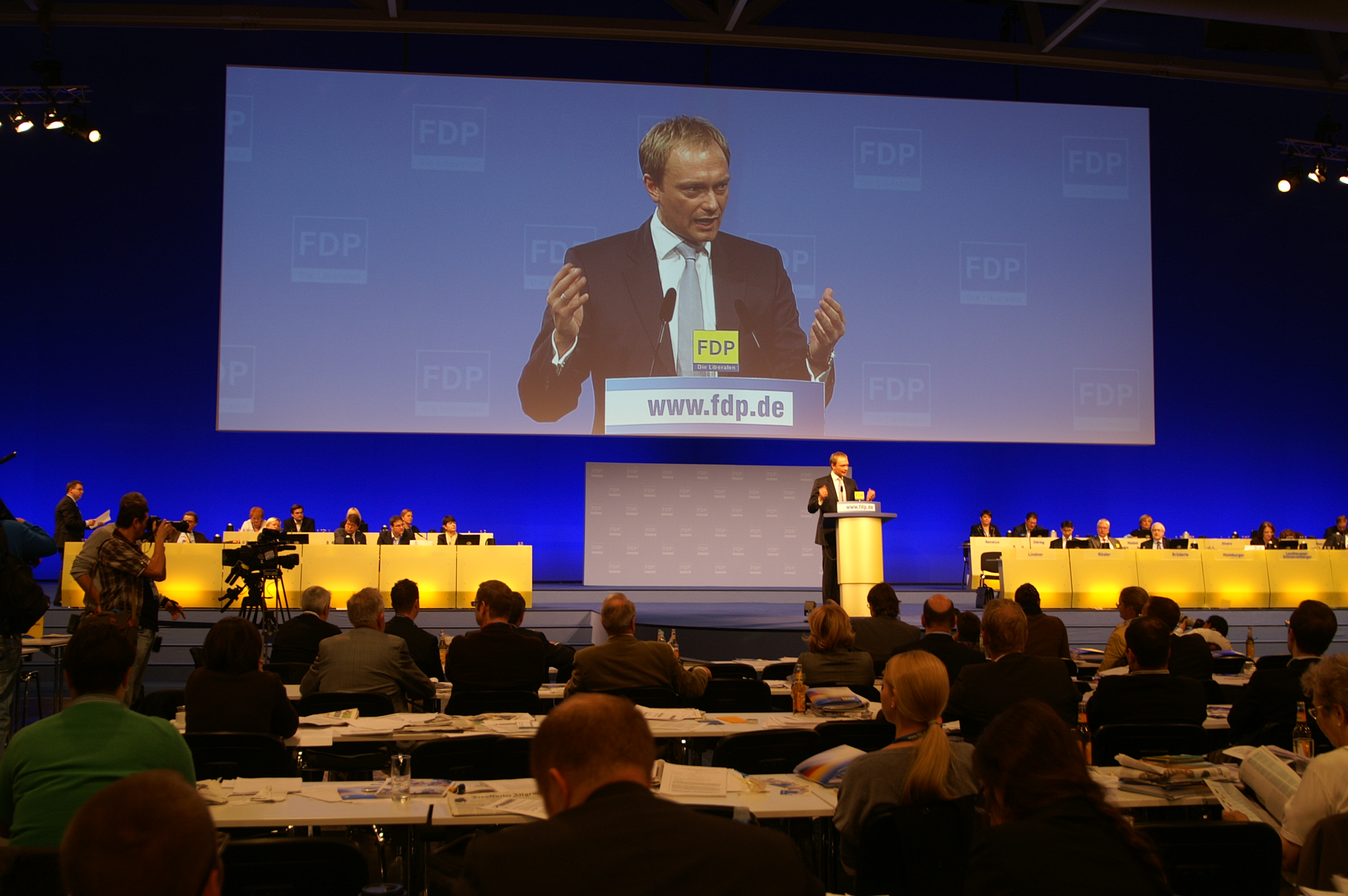
Christian Lindner auf dem Bundesparteitag

Den außerordentlichen Bundesparteitag 2011 hielt die FDP vom 12. bis 13. November 2011 in Frankfurt am Main ab. Es handelte sich um den 22. außerordentlichen Bundesparteitag der FDP in der Bundesrepublik Deutschland. Die Veranstaltung fand in der Messe Frankfurt statt.

## Verlauf
Geplant war, dass sich der Parteitag mit der Bildungspolitik beschäftigen sollte, weil dieses Thema im Mai auf dem ordentlichen Bundesparteitag in Rostock nicht mehr behandelt werden konnte. Dagegen stand der Parteitag ganz im Zeichen der „Euro-Krise“ und dem von Frank Schäffler initiierten Mitgliederentscheid. Die Antragsteller zum Mitgliederentscheid „Verantwortung für Europa“ stellten ihre Positionen vor, die anschließend diskutiert wurden. Neben dem Parteivorsitzenden Philipp Rösler redeten Wolfgang Kubicki, der Vorsitzende der Jungen Liberalen Lasse Becker, der Schatzmeister Hermann Otto Solms und Bundesaußenminister Guido Westerwelle.